# Mostro
Mostro (* 16. Juli 1992 in Rom als Giorgio Ferrario) ist ein italienischer Rapper.

## Karriere
Ferrario begann mit einem Schulfreund das Rapduo LowLow & Mostro, das beim unabhängigen Label Honiro 2014 die EP Scusate per il sangue veröffentlichte. Als Solist brachte Mostro schon Anfang 2014 auch das Album La nave fantasma heraus, dem 2015 das Gratisalbum The Illest Vol. 1 folgte. Beide Alben wurden von Yoshimitsu produziert. Lieder aus den Alben waren etwa La mia Rihanna, Poco prima dello schianto oder Solamente unico (zusammen mit Briga). Mit Briga arbeitete Mostro auch in dessen Liedern La mia storia da scrivere und Fuoco amico zusammen.
Im März 2017 meldete sich Mostro mit der Single Ogni maledetto giorno zurück, der im Herbst des Jahres das gleichnamige Album folgte. Dieses erreichte die Spitze der italienischen Albumcharts.

## Diskografie

### Alben
| Jahr | Titel Musiklabel             | Höchstplatzierung, Gesamtwochen, AuszeichnungChartsChartplatzierungen (Jahr, Titel, Musiklabel, Platzierungen, Wochen, Auszeichnungen, Anmerkungen) | Anmerkungen                                                         |
| Jahr | Titel Musiklabel             | IT | Anmerkungen                                                         |
| ---- | ---------------------------- | --- | ------------------------------------------------------------------- |
| 2014 | La nave fantasma Honiro      | IT35 (1 Wo.)IT | Erstveröffentlichung: 10. März 2014                                 |
| 2014 | Scusate per il sangue Honiro | IT9 Gold · (4 Wo.)IT | Erstveröffentlichung: 4. August 2014 Verkäufe: + 25.000; mit LowLow |
| 2017 | Ogni maledetto giorno Honiro | IT1 Platin · (14 Wo.)IT | Erstveröffentlichung: 1. September 2017 Verkäufe: + 50.000          |
| 2020 | Sinceramente mostro Honiro   | IT29 (6 Wo.)IT | Erstveröffentlichung: 3. März 2020                                  |
| 2025 | Metallo e carne Epic Records | IT7 (1 Wo.)IT | Erstveröffentlichung: 2. Mai 2025                                   |

### Mixtapes
| Jahr | Titel Musiklabel                            | Höchstplatzierung, Gesamtwochen, AuszeichnungChartsChartplatzierungen (Jahr, Titel, Musiklabel, Platzierungen, Wochen, Auszeichnungen, Anmerkungen) | Anmerkungen                                             |
| Jahr | Titel Musiklabel                            | IT | Anmerkungen                                             |
| ---- | ------------------------------------------- | --- | ------------------------------------------------------- |
| 2015 | The Illest Vol. 1 Honiro                    | IT29 (1 Wo.)IT | Erstveröffentlichung: 15. Juni 2015                     |
| 2019 | The Illest Vol. 2 Honiro                    | IT2 Gold · (5 Wo.)IT | Erstveröffentlichung: 26. April 2019 Verkäufe: + 25.000 |
| 2023 | The Illest Vol. 3 Epic Records / Sony Music | IT4 (5 Wo.)IT | Erstveröffentlichung: 27. Januar 2023                   |

### Singles
| Jahr | Titel Album                              | Höchstplatzierung, Gesamtwochen, AuszeichnungChartsChartplatzierungen (Jahr, Titel, Album, Platzierungen, Wochen, Auszeichnungen, Anmerkungen) | Anmerkungen                                              |
| Jahr | Titel Album                              | IT | Anmerkungen                                              |
| ---- | ---------------------------------------- | --- | -------------------------------------------------------- |
| 2014 | L’origine del male Scusate per il sangue | IT48 (1 Wo.)IT | Erstveröffentlichung: 30. Juni 2014 mit LowLow           |
| 2017 | E fumo ancora Ogni maledetto giorno      | IT74 Platin · (1 Wo.)IT | Verkäufe: + 50.000                                       |
| 2020 | La città Sinceramente mostro             | IT94 Gold · (1 Wo.)IT | Erstveröffentlichung: 24. Januar 2020 Verkäufe: + 50.000 |

Weitere Lieder mit Auszeichnungen
- 2017: Supereroi falliti (mit LowLow, IT: Platin)
- 2018: Acciaio (Shiva feat. Mostro, IT: Gold)
- 2019: Tutto passa (IT: Gold)

## Belege
1. ↑  Mostro, chi è il rapper 'senza catene d'oro'. In: Rockol.it. 24. März 2017, abgerufen am 8. September 2017 (italienisch).
2. ↑  Alben von Mostro. In: Italiancharts.com. Hung Medien, abgerufen am 13. November 2023.
3. 1 2 3 4 5  Mostro, certificazioni. FIMI, abgerufen am 9. April 2024.
4. ↑  Alben von Mostro. In: Italiancharts.com. Hung Medien, abgerufen am 13. November 2023.
5. ↑  Archivio classifiche Top Singoli. FIMI, abgerufen am 9. April 2024 (italienisch).

| Personendaten    | Personendaten                   |
| ---------------- | ------------------------------- |
| NAME             | Mostro                          |
| ALTERNATIVNAMEN  | Ferrario, Giorgio (Geburtsname) |
| KURZBESCHREIBUNG | italienischer Rapper            |
| GEBURTSDATUM     | 16. Juli 1992                   |
| GEBURTSORT       | Rom                             |